# Czas GPS
Czas GPS (GPST) – czas odmierzany przez sieć zegarów atomowych używany w globalnej nawigacji satelitarnej GPS.
Czas GPS jest utrzymywany przez sieć zegarów atomowych rozmieszczonych w ośrodkach sterowania systemu GPS, na satelitach systemu GPS oraz w United States Naval Observatory. Poprawki dla zegarów pokładowych względem czasu GPS są na bieżąco wysłane do poszczególnych satelitów.
Używaną jednostką czasu jest 1 sekunda w układzie SI. Czas GPS jest skoordynowany z międzynarodowym czasem atomowym (TAI) na chwilę 00:00 UTC 6 stycznia 1980 roku. Związek między TAI a GPST opisuje wzór:
TAI – GPST = 19 s + C0,
gdzie C0 jest zmienną poprawką rzędu 10 ns wynikającą z możliwych różnic chodu zegarów atomowych w tych różnych systemach.

## Historia
Zastosowane technologie obliczeniowe oraz założenia stawiane przed systemem NAVSTAR-GPS wymagały wprowadzenia i utrzymania jednolitego systemu czasowego. 
Początkowy czas GPS wyznaczany był przez zegary atomowe cezowo-rubidowe, obecnie stosowane są masery wodorowe. Pozwoliło to zwiększyć dokładność wyznaczenia czasu z 10-7 do 10-10 s/24h.